# Conor Beresford
Conor „1_conor_b_1“ Beresford ist ein professioneller britischer Pokerspieler aus England, der hauptsächlich online spielt. Er führte im Jahr 2020 für 29 Wochen in Serie die Onlinepoker-Weltrangliste an.

## Pokerkarriere

### Online
Beresford spielt seit Dezember 2008 Onlinepoker. Er nutzt die Nicknames 1_conor_b_1 (PokerStars), LarryErbs (partypoker, dort ehemals ADRIEN_BRODY und kgroqigmqtbmqom), HONEYDETECTED (GGPoker) und grandma1954 (888poker); auf Natural8 spielt er zudem unter seinem echten Namen. Seine Online-Turniergewinne belaufen sich auf mehr als 18 Millionen US-Dollar, womit er zu den erfolgreichsten Onlineturnierspielern zählt. Den Großteil dieser Preisgelder in Höhe von knapp 10 Millionen US-Dollar erspielte sich der Brite auf PokerStars, wo er u. a. einmal die Sunday Million, ein Event der World Championship of Online Poker, drei Turniere der Spring Championship of Online Poker sowie zahlreiche High-Roller-Events für sich entschied. Vom 16. Mai bis 4. Dezember 2020 stand Beresford 29 Wochen in Folge auf Platz eins des PokerStake-Rankings, das die erfolgreichsten Onlinepoker-Turnierspieler weltweit listet.

### Live
Sein erstes Preisgeld bei einem Live-Turnier erhielt der Brite Mitte Mai 2012 für den Sieg bei einem Bounty-Turnier der Variante No Limit Hold’em der UK & Ireland Poker Tour in Dublin, der mit mehr als 4000 Euro prämiert wurde. Im Oktober 2015 belegte er beim Main Event der in Berlin ausgespielten World Series of Poker Europe den mit 46.000 Euro dotierten zwölften Platz. Im Juli 2016 war Beresford auch erstmals bei der Hauptturnierserie der World Series of Poker im Rio All-Suite Hotel and Casino am Las Vegas Strip erfolgreich und kam beim Main Event in die Geldränge. Bei der European Poker Tour (EPT) in Monte-Carlo belegte er Anfang Mai 2017 bei Side-Events einen vierten und einen ersten Platz, was ihm Preisgelder von knapp 135.000 Euro einbrachte. Im Dezember 2017 wurde er beim National High Roller der EPT in Prag Fünfter und sicherte sich 63.300 Euro. Beim PokerStars Caribbean Adventures (PCA) auf den Bahamas erzielte der Brite im Januar 2019 drei Geldplatzierungen mit Preisgeldern von knapp 150.000 US-Dollar. Anfang Juli 2019 erreichte er bei den partypoker Millions Vegas im Aria Resort & Casino am Las Vegas Strip den Finaltisch und beendete das Turnier auf dem mit 170.000 US-Dollar dotierten sechsten Platz. In Prag wurde Beresford Mitte März 2022 beim EPT High Roller Dritter und erhielt über 250.000 Euro. Im Oktober 2022 sicherte er sich beim Main Event der UK and Ireland Poker Tour in London als Zweiter knapp 150.000 Britische Pfund. Beim PCA entschied der Brite Ende Januar 2023 ein 50.000 US-Dollar teures Event für sich und erhielt aufgrund eines Deals mit seinem Landsmann Ben Heath sein bislang höchstes Live-Preisgeld von rund 435.000 US-Dollar.
Insgesamt hat sich Beresford mit Poker bei Live-Turnieren mehr als 2,5 Millionen US-Dollar erspielt.